# Дауеллтаун (Теннессі)
Дауеллтаун (англ. Dowelltown) — місто (англ. town) в США, в окрузі Декальб штату Теннессі. Населення — 342 особи (2020).

## Географія
Дауеллтаун розташований за координатами 36°0′44″ пн. ш. 85°56′32″ зх. д. / 36.01222° пн. ш. 85.94222° зх. д. (36.012158, -85.942252).  За даними Бюро перепису населення США в 2010 році місто мало площу 2,03 км², уся площа — суходіл.

## Демографія
Згідно з переписом 2010 року, у місті мешкало 355 осіб у 146 домогосподарствах у складі 92 родин. Густота населення становила 175 осіб/км².  Було 169 помешкань (83/км²).
Расовий склад населення:
| - 90,7 % — білих - 6,5 % — чорних або афроамериканців |

До двох чи більше рас належало 2,5 %. Частка іспаномовних становила 1,1 % від усіх жителів.
За віковим діапазоном населення розподілялося таким чином: 27,3 % — особи молодші 18 років, 60,6 % — особи у віці 18—64 років, 12,1 % — особи у віці 65 років та старші. Медіана віку мешканця становила 38,1 року. На 100 осіб жіночої статі у місті припадало 89,8 чоловіків;  на 100 жінок у віці від 18 років та старших — 77,9 чоловіків також старших 18 років.
Середній дохід на одне домашнє господарство  становив 65 144 долари США (медіана — 40 000), а середній дохід на одну сім'ю — 77 350 доларів (медіана — 62 000). Медіана доходів становила 50 313 долари для чоловіків та 32 143 долари для жінок. За межею бідності перебувало 17,6 % осіб, у тому числі 16,1 % дітей у віці до 18 років та 12,5 % осіб у віці 65 років та старших.
Цивільне працевлаштоване населення становило 180 осіб. Основні галузі зайнятості: освіта, охорона здоров'я та соціальна допомога — 32,2 %, виробництво — 18,9 %, роздрібна торгівля — 10,6 %, будівництво — 6,7 %.